# Ottokar Feistmantel
Ottokar Eduard Franz Karel Feistmantel, mais conhecido apenas como Ottokar ou Otokar Feistmantel (Stará Huť, 20 de novembro de 1848 – Praga, 10 de fevereiro de 1891) foi um geólogo e paleontólogo checo-austríaco. Foi um pioneiro paleobotânico cujo trabalho contribuiu para o desenvolvimento do conceito de um supercontinente chamado Gondwana.

## Biografia
Ottokar nasceu em Stará Huť, na Boêmia, em 1848, filho de Františka Nechvátalová e (ou Karel) Karl Feistmantel (1819–1885), especialista em minas com interesse em geologia e paleontologia. Ainda que seus ascendentes fossem alemães, em casa seu pai falava apenas checo e apoiava o nacionalismo do povo checo. Ottokar estudou em Křivoklát e Praga. Depois de terminar os estudos secundários, ingressou na Universidade Carolina, em Praga, inicialmente para estudar medicina. Seu interesse em ciência foi fomentado pelo pai e pelo seu círculo de amigos, que incluíam o geólogo Jan Krejčí, o biólogo Antonin Fritsch e o cartógrafo Karl Kořistka.

## Carreira
Ottokar trabalhou algum tempo no Museu Nacional de Praga em 1868 organizando a coleção de Sternberg e em 1869 acompanhou Jan Krejčí às minas de carvão das montanhas Krkonoše. Mesmo participando de expedições científicas, ele continuou a cursar medicina, sendo interno do hospital militar em 1872, formando-se em agosto de 1873 como clínico geral. Entretanto, Ottokar não se afastou da geologia quando ainda era estudante e depois de se formar foi auxiliado por Kořistka a obter um cargo no Instituto Geológico Imperial, em Viena para trabalhar na Exposição Universal, apresentando as reservas minerais da Áustria.
Uma vaga de professor assistente foi aberta em junho de 1873 na Universidade de Breslávia, para trabalhar junto do professor Ferdinand von Roemer e Ottokar era qualificado para o cargo. Por volta dessa época Ottokar já publicara uma série de artigos científicos e era membro de várias sociedades científicas da Europa. Na Exposição Universal, ele conheceu Thomas Oldham e quando Ferdinand Stoliczka morreu devido ao mal da montanha no meio de uma expedição na Índia, abriu-se uma vaga no Serviço Geológico do país.
Antes de viajar para a Índia, casou-se com Berta Pichlerová (24 de junho de 1853 – 10 de fevereiro de 1929). Aceitou um cargo no serviço geológico, apesar de ter sido orientado a primeiro se mudar para Calcutá, fazer os preparativos, conseguir uma casa e apenas depois disso se casar com sua noiva.

## Índia

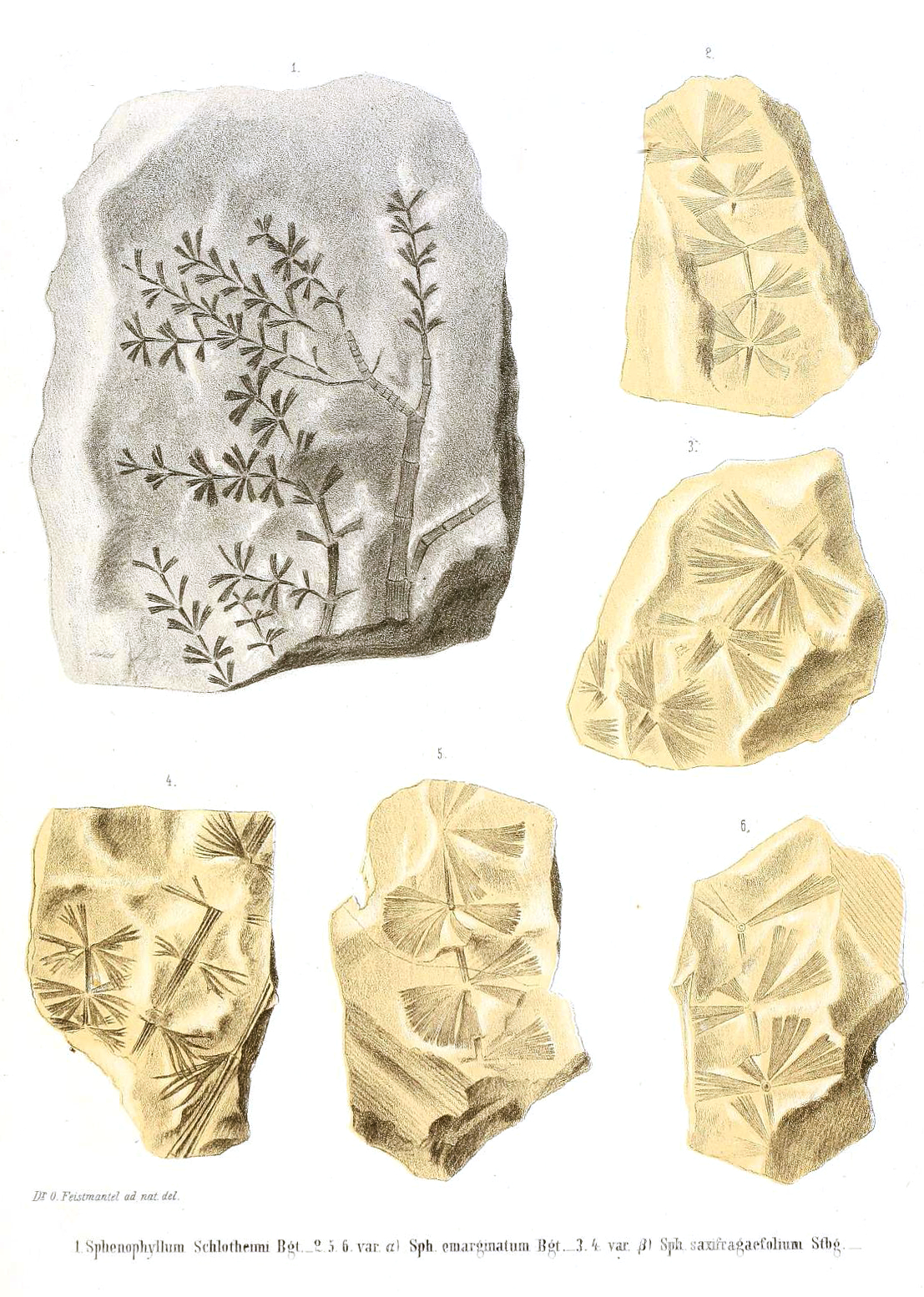
Ilustrações do fitofóssil Sphenophyllum, por Feistmantel

Ottokar e sua esposa, Berta, chegaram à Índia em março de 1875 e foram hospedados inicialmente em uma madraça local, cujo diretor era alemão. Depois do nascimento de sua primeira filha, ele se mudaram para uma casa maior. Seu trabalho consistia, principalmente, em realizar várias expedições para as regiões central e leste da Índia, onde tomava notas detalhadas e fazia esboços sobre a vida local. Uma de suas funções era a de mapear as minas de carvão e em 1880, este trabalho estava completo.
Ainda que fizesse grandes estudos, ele logo teve problemas com o diretor Henry Benedict Medlicott e também com vários colegas. Os desentendimentos o levaram de volta para Praga, em 1878, com a esposa e agora três filhas. Precisou voltar para a Índia para participar de mais algumas expedições e voltou para a família em 1879. Em 1881, ganhou o prêmio na Exibição Internacional de 1880, em Melbourne, por seu trabalho com os fitofósseis australianos. Por volta dessa época, conseguiu um cargo da Escola Politécnica Checa, mas continuou trabalhando na Índia.
Tentou conseguir um emprego para o seu primo, Otomar Pravoslav Novák, na Índia, em 1882. Aposentado do trabalho de campo, Ottokar retornou à Praga onde continuou suas pesquisas da escola politécnica. Em maio de 1884, abriu uma exposição sobre Índia na capital checa.
Além de seu trabalho científico, Ottokar ainda escrevia para jornais de Praga a respeito da vida na Índia. Em 1884, ele lançou o livro Osm let ve Východní Indií (Oito anos no Leste da Índia), onde falava de seu cotidiano, seu trabalho, o povo e sua terra. Em suas expedições era acompanhado por pessoas de vários povos, que carregavam sua bagagem no lombo de elefantes. Ottokar ficou fascinado pela tribo dos Santal e dos Gondi, um grupo adivasi da Índia que fala a língua Gondi.

## Morte
Ottokar começou a passar mal ainda em 1890 e em 10 de fevereiro de 1891, aos 42 anos, ele morreu em Praga, devido a um câncer de intestino. Ele foi sepultado no cemitério Vyšehrad, na capital checa. O casal teve cinco filhos, Berta (nascida 1875), Emmanuela (nascida  1880), Marie (nascida  1884), Ottokar (nascido 1877),  e František (nascido 1887). Suas coleções hoje estão depositadas no Museu Náprstek. 
O Vale Feistmantel, na Antártica, é em sua homenagem. As frutificações de glossopterídeas do tipo Ottokaria são em sua homenagem.